# Шум'яч
Шу́м'яч — село в Україні, в Самбірському районі Львівської області. Населення становить >300 осіб. Орган місцевого самоврядування — Турківська міська рада.
В даному селі було більше 4 церков. Одна була створена від початку села про неї дуже мало що відомо, але відомо де вона була приблизно і на цьому місті є одно імена ділянка.

## Географія
Розташоване за 6 кілометрів від м. Турка і однойменної залізничної станції. Поблизу села витікає одна з найбільших рік України — Дністер.
Через село пролягає автодорога, що у межах району веде з Турки до Лопушанки.

## Історія
Засноване 1553 року солтисом Федьком Борисковичем.
У Радянсько-німецькій війні на боці СРСР воювали 108 селян, з них загинули 28 осіб. 1967 року в селі встановлено у їхню честь пам'ятний обеліск.
Після повернення радянської окупаційної влади в селі влаштовано примусову колективізацію, створено колгосп імені Хмельницького з головною садибою у цьому ж селі.
Тривалий час у селі діяла УПА. Повстанці убили першого в селі комсомольця, з якого влада після смерті зробила героя.

## Господарство
Село у радянські часи спеціалізувалось на м'ясо-молочному тваринництві, вирощуванні льону і картоплі. Колгосп мав у підпорядкуванні 1676 га сільгоспугідь, з них 941 га орної землі.

## Соціальна сфера
Школа, бібліотека (7000 книг), народний дім, медпункт, поштове відділення, три крамниці.

## Відомі люди

### Народились
- Гинилевич Ярослав Володимирович — український громадський і медичний діяч, педагог.
- Семець Василь — учасник бою під Арсеналом.